# Gary Wilson (jugador de snooker)
Gary Wilson (Wallsend, 11 de agosto de 1985) es un jugador de snooker inglés.

## Biografía
Nació en la localidad inglesa de Wallsend en 1985. Es jugador profesional de snooker desde 2004. Se ha proclamado campeón de dos torneos de ranking, el Abierto de Escocia de 2022 y el de 2023. Ha logrado, asimismo, tejer cuatro tacadas máximas a lo largo de su carrera.

### Tacadas máximas
| Núm. | Año  | Torneo                        | Rival          | Ronda          | Ref.  |
| ---- | ---- | ----------------------------- | -------------- | -------------- | ----- |
| 1    | 2014 | Masters de Alemania           | Ricky Walden   | clasificatorio | [ 2 ] |
| 2    | 2017 | Campeonato Mundial de Snooker | Josh Boileau   | clasificatorio | [ 3 ] |
| 3    | 2021 | WST Pro Series                | Liam Highfield | fase de grupos | [ 4 ] |
| 4    | 2021 | Campeonato del Reino Unido    | Ian Burns      | primera ronda  | [ 5 ] |